# Мурильо, Джон (легкоатлет)
Джон Фреди Мурильо Мурильо (исп. Jhon Fredy Murillo Murillo; род. 13 июля 1984, Апартадо, Антьокия) — колумбийский легкоатлет, специалист по тройному прыжку. Выступает за сборную Колумбии по лёгкой атлетике с 2006 года, двукратный чемпион Боливарианских игр, победитель и призёр чемпионатов Южной Америки, действующий рекордсмен страны, участник летних Олимпийских игр в Рио-де-Жанейро.

## Биография
Джон Мурильо родился 13 июля 1984 года в городе Апартадо департамента Антьокия.
Впервые заявил о себе в лёгкой атлетике на международном уровне в сезоне 2006 года, когда вошёл в состав колумбийской национальной сборной и выступил на чемпионате Южной Америки в Тунхе, где в зачёте тройного прыжка выиграл бронзовую медаль. Также в этом сезоне стал бронзовым призёром на Южноамериканских играх в Буэнос-Айресе.
На южноамериканском чемпионате 2007 года в Сан-Паулу был девятым в прыжках в длину и четвёртым в тройных прыжках.
В 2008 году в тройном прыжке занял четвёртое место на чемпионате Центральной Америки и Карибского бассейна в Кали.
На Боливарианских играх 2009 года в Сукре получил серебро в тройном прыжке и вместе со своими соотечественниками одержал победу в эстафете 4 × 100 метров.
В 2011 году на чемпионате Южной Америки в Буэнос-Айресе стартовал в прыжках в длину и тройных прыжках, но в обеих дисциплинах провалил все свои попытки, оставшись без результата.
В 2012 году в тройном прыжке стал шестым на иберо-американском чемпионате в Баркисимето.
В 2013 году выиграл серебряную медаль на южноамериканском чемпионате в Картахене, победил на Боливарианских играх в Трухильо.
В 2014 году взял бронзу на Южноамериканских играх в Сантьяго, был четвёртым на иберо-американском чемпионате в Сан-Паулу, шестым на Панамериканском спортивном фестивале в Мехико, пятым на Играх Центральной Америки и Карибского бассейна в Веракрусе.
В 2015 году победил на чемпионате Южной Америки в Лиме, закрыл десятку сильнейших на Панамериканских играх в Торонто.
Выполнив олимпийский квалификационный норматив (16,85), удостоился права защищать честь страны на летних Олимпийских играх 2016 года в Рио-де-Жанейро — в программе тройного прыжка сумел выйти в финал, после чего с ныне действующим национальным рекордом Колумбии 17,09 занял итоговое пятое место.
После Олимпиады в Рио Мурильо остался действующим спортсменом на ещё один олимпийский цикл и продолжил принимать участие в крупнейших международных стартах. Так, в 2018 году он стал четвёртым на Южноамериканских играх в Кочабамбе и восьмым на Играх Центральной Америки и Карибского бассейна в Барранкилье.